# Doutou
Doutou est l'un des six arrondissements de la commune de Houéyogbé dans le département du Mono au Bénin.

## Géographie
Doutou est situé au sud-ouest du Bénin et compte 17 villages que sont Adjame, Adrome Gbeto, Adrome Kpovidji, Doutou Agongo, Ahouloume, Didongbodo, Dodji, Doutou, Gahoue, Gbagbonou, Gboho, Gogohondji, Hlassigoume, Hounvi Atchago, Kowenou, Maiboui et Tokpa.

## Démographie
Selon le recensement de la population de 2013 conduit par l'Institut national de la statistique et de l'analyse économique (INSAE), Doutou compte 32 597 habitants  .